# 巴尔韦勒
巴尔韦勒是德国莱茵兰-普法尔茨州的一个市镇。总面积8.52平方公里，总人口415人，其中男性201人，女性214人（2011年12月31日），人口密度49人/平方公里。